# Anzor Kiknadze
Anzor Kiknadze (in georgiano ანზორ კიკნაძე?, in russo Анзор Леванович Кикнадзе?; Badiauri, 26 marzo 1934 – Tbilisi, 17 novembre 1977) è stato un judoka sovietico. Vinse la medaglia di bronzo ai Giochi olimpici di Tokyo 1964 nella categoria pesi massimi.

## Biografia
Nato nella RSS georgiana, nel corso della sua carriera vinse anche due medaglie di bronzo ai campionati mondiali e diversi titoli di campione europeo tra il 1962 e il 1968. A livello nazionale, fu campione di sambo dal 1961 al 1965 mentre disputò mai i campionati nazionali di judo perché furono istituiti solo nel 1973. Dopo essersi ritirato, divenne allenatore di judo e sambo a Tbilisi, dove morì in un incidente stradale nel 1977.

## Palmarès
Olimpiadi
- 1 medaglia:
  - 1 bronzo (+80 kg a Tokyo 1964)

Mondiali
- 2 medaglie:
  - 2 bronzi (open a Rio de Janeiro 1965 e +93 kg a Salt Lake City 1967)

Europei
- 12 medaglie:
  - 8 ori (amatori open a Essen 1962, a squadre a Ginevra 1963, amatori open e a squadre a Berlino est 1964, amatori open e a squadre a Madrid 1965, amatori open e a squadre a Lussemburgo 1966)
  - 2 argenti (open a Roma 1967, +93 kg a Losanna 1968)
  - 2 bronzi (a squadre a Essen 1962, a squadre a Roma 1967)